# Ola Kolehmainen
Ola Petri Kolehmainen, född 26 september 1964 i Helsingfors, är en finländsk fotokonstnär. 
Kolehmainen studerade vid Konstindustriella högskolan 1992–1999 (konstmagister) och ställde ut första gången 1996. Han har i sina fotografier förvandlat rumsliga former, bland annat trappor, till grafiskt abstrakta bildelement: mönster och ickeföreställande former. Även om hans interiörer är ödsligt tomma, kan man förnimma en mänsklig närvaro. Han har arbetat i Berlin och deltog 2004 i Art Forum, där han ställde ut monumentala fotografier av staden, inspirerad av bland annat en kyrkfasad och en sammetsridå från en biografteater. Samma år deltog han i utställningen 30 by TaiK (alla utställare hade genomgått Konstindustriella högskolan) och trotsade med en Komposition med träd materiens lagar om täthet. Han har undervisat vid Konstindustriella högskolan 2004 och sedan 1996 verkat som bildredaktör vid Yleisradios tv-nyheter. På Kiasma i Helsingfors visades 2009 Kolehmainens utställning A Building is not Building, som kännetecknades av gigantisk minimalism. 